# Віллоу (фільм)
«Віллоу» (англ. Willow, «верба») — американський фентезійний кінофільм 1988 року режисера Рона Говарда за сюжетом Джорджа Лукаса, тринадцята повнометражна стрічка «Lucasfilm». Попри те, що фільм отримав дві номінації «Оскар» і п'ять номінацій «Сатурн», він зібрав не надто хорошу касу.
Лукас задумував фільм як початок трилогії, але касовий провал змусив його згорнути плани на наступні частини, хоча в 1995, 1996 і 2000 роках він у співавторстві з Крісом Клермонтом випустив друковану трилогію сиквелів.

## Сюжет
Казковою країною править зла чарівниця Бавморда. Вона дізнається про пророцтво, згідно з яким причиною повалення її влади стане дівчинка з особливою родимкою. За її наказом усіх вагітних жінок саджають до в'язниці, де в однієї з них народжується дочка Елора Данан — та сама дівчинка з пророцтва. Її мати, знаючи про це, умовляє бабусю врятувати дитину і тій потайки вдається винести дівчинку із замку Бавморди. Мати згодом страчена, а повитуха вистежена і за її слідом Бавморда пускає своїх собак, які наздоганяють її біля річки. Знаючи, що їй не врятуватися, повитуха споруджує для Елори маленький пліт і пускає її за течією, після чого гине. Дізнавшись, що Елора жива, Бавморда посилає на її пошуки цілу армію на чолі зі своєю дочкою, красунею-войовницею Сорша і нещадним генералом Кайлом.
Дитина, уникнувши загибелі, потрапляє в село нелвінів — низькорослого добродушного і хороброго народу. Скромний фермер і чарівник-початківець Віллоу, діти якого знайшли Елору на березі річки, пускається в небезпечну подорож, щоб доставити дитину в замок Тір-а-Слін, де під захистом короля і королеви вона буде в безпеці.
Йому допомагають Мадмартіган — шахрай, але вправний і доблесний воїн, і двоє маленьких брауні — Рул і Френджін. Спочатку вони вирушають на пошуки доброї чарівниці Фін Разіель, яку Бавморда перетворила в поссума і заслала на острів посеред озера. Однак коли Віллоу разом з зачарованою чарівницею повертається на берег, солдати Кайла захоплюють у полон і його самого, і Мадмартігана, і Елору, і доставляють їх у свій табір. Однак їм вдається втекти.

## У ролях
| Актор         | Роль              |
| ------------- | ----------------- |
| Ворвік Девіс  | Віллоу Афгуд      |
| Вел Кілмер    | Мадмартіган       |
| Джоанн Воллі  | Сорша             |
| Джин Маршd    | королева Бавморда |
| Патріція Хейс | Фін Разіель       |
| Біллі Барті   | Олдвін            |
| Пет Роуч      | Кайл              |
| Кевін Поллак  | Рул               |
| Рік Овертон   | Френджин          |
| Філ Фондакаро | Вонкар            |
| Тоні Кокс     | нелвін-воїн       |

## Нагороди та номінації

### Нагороди
- 1990 — Сатурн — найкращі костюми — Барбара Лейн

### Номінації
- 1989 — Оскар — найкращі звукові ефекти
- 1989 — Оскар — найкращі візуальні ефекти
- 1990 — Сатурн — найкращий фільм-фентезі
- 1990 — Сатурн — найкращий молодий актор — Ворік Девіс
- 1990 — Сатурн — найкращі спецефекти — Джон Річардсон
- 1 990 — Сатурн — найкраща актриса другого плану — Джин Марш

## Саундтрек
До фільму був написаний саундтрек Джеймсом Горнером у виконанні Лондонського симфонічного оркестру.
Список композицій
1. «Elora Danan» — 9:45
2. «Escape from the Tavern» — 5:04
3. «Willow's Journey Begins» — 5:26
4. «Canyon of Mazes» — 7:52
5. «Tir Asleen» — 10:47
6. «Willow's Theme» — 3:54
7. «Bavmorda's Spell is Cast» — 18:11
8. «Willow the Sorcerer» — 11:55